# Рудец (Речицкий район)
Рудец (бел. Рудзец) — деревня в Заходовском сельсовете Речицкого района Гомельской области Белоруссии.

## География

### Расположение
В 42 км на северо-запад от Речицы, 17 км от железнодорожной станции Василевичи (на линии Гомель — Калинковичи), 92 км от Гомеля.

### Гидрография
На юге канава Низовая.

## Транспортная сеть
Транспортные связи по просёлочной, затем автомобильной дороге Светлогорск — Речица. Планировка состоит из прямолинейной широтной улицы, к которой с юго-востока присоединяется чуть изогнутая улица с переулком. Застройка двусторонняя, деревянная, усадебного типа.

## История
По письменным источникам известна с XIX века как селение в Якимовослободской волости Речицкого уезда Минской губернии. В 1930 году организован колхоз «Социалистический пахарь», работала кузница. Во время Великой Отечественной войны в июне 1943 года оккупанты полностью сожгли деревню и убили 10 жителей. 61 житель погиб на фронте. Согласно переписи 1959 года в составе колхоза «Путь Ленина» (центр — деревня Заходы).
До 31 октября 2006 года в Дубровском сельсовете, согласно Решению Гомельского областного совета депутатов Дубровский сельсовет переименован в Заходовский сельсовет с переносом центра сельсовета в деревню Заходы.

## Население

### Численность
- 2004 год — 43 хозяйства, 77 жителей.

### Динамика
- 1908 год — 29 дворов, 157 жителей.
- 1940 год — 82 двора, 400 жителей.
- 1959 год — 364 жителя (согласно переписи).
- 2004 год — 43 хозяйства, 77 жителей.